# 哈格納鎮區 (伊利諾伊州卡斯縣)
哈格納鎮區（英語：Hagener Township）是位於美國伊利諾伊州卡斯縣的一個行政鎮區。

## 地方資料
根據2010年美國人口普查的數據，哈格納鎮區的面積為128.90平方千米，當中陸地面積為124.20平方千米，而水域面積為4.70平方千米。當地共有人口356人，而人口密度為每平方千米2.76人。